# Federico Bocchia
Federico Bocchia (Parma, 24 de octubre de 1986) es un deportista italiano que compite en natación, especialista en el estilo libre. Ganó seis medallas en el Campeonato Europeo de Natación en Piscina Corta entre los años 2009 y 2019.

## Palmarés internacional
| Campeonato Europeo en Piscina Corta | Campeonato Europeo en Piscina Corta | Campeonato Europeo en Piscina Corta | Campeonato Europeo en Piscina Corta |
| Año                                 | Lugar                               | Medalla                             | Prueba                              |
| ----------------------------------- | ----------------------------------- | ----------------------------------- | ----------------------------------- |
| 2009                                | Estambul (Turquía)                  | Medalla de bronce                   | 4 × 50 m libre                      |
| 2011                                | Szczecin (Polonia)                  | Medalla de oro                      | 4 × 50 m libre                      |
| 2013                                | Herning (Dinamarca)                 | Medalla de plata                    | 4 × 50 m libre                      |
| 2015                                | Netanya (Israel)                    | Medalla de oro                      | 4 × 50 m libre mixto                |
| 2015                                | Netanya (Israel)                    | Medalla de plata                    | 4 × 50 m libre                      |
| 2019                                | Glasgow (Reino Unido)               | Medalla de bronce                   | 4 × 50 m libre                      |